# Sant Martí de Merlès
Sant Martí de Merlès es una entidad de población española del municipio barcelonés de Santa María de Marlés, en la comunidad autónoma de Cataluña.

## Geografía
El lugar está separado del núcleo de población de Santa María de Marlés —ubicado al oeste— por la riera de Marlés.

## Historia
A mediados del siglo XIX, el lugar, por entonces con ayuntamiento propio, tenía contabilizada una población de 141 habitantes. La localidad aparece descrita en el decimoprimer volumen del Diccionario geográfico-estadístico-histórico de España y sus posesiones de Ultramar de Pascual Madoz de la siguiente manera:

MARLES (San Martin de): l. con ayunt. en la prov., aud. terr. y c. g. de Barcelona (12 leg.), part. jud. de Berga (3), dióc. de Vich. sit. en un valle á la márg. izq. de la riera de su nombre, con buena ventilacion y clima templado y sano. Tiene 20 casas y 1 igl. parr. (San Martin) servida por un cura de primer ascenso. El térm. confina N. Llusá; E. Prats; S. Pinós, y O. Santa Maria de Marles, mediante la riera citada, sobre la cual hay un puente para la comunicacion entre ambas pobl. El terreno es de buena calidad; participa de monte y llano, y los caminos que la cruzan son locales. El correo lo recogen los interesados en Berga. prod.: trigo, centeno, maiz y legumbres; cria ganado lanar, vacuno y de cerda, y caza de conejos, liebres y perdices. pobl.: 24 vec., 141 alm. cap. prod.: 1.168,000. imp.: 29,200.
(Madoz, 1848, p. 239)

En 2022 la entidad singular de población, perteneciente al municipio de Santa María de Marlés, tenía empadronados 72 habitantes.

## Patrimonio
En el lugar hay una iglesia bajo la advocación de San Martín.